# Ledebouria sudanica
Ledebouria sudanica är en sparrisväxtart som först beskrevs av Auguste Jean Baptiste Chevalier, och fick sitt nu gällande namn av Burg. Ledebouria sudanica ingår i släktet Ledebouria och familjen sparrisväxter. Inga underarter finns listade i Catalogue of Life.